# Montes Claros Esporte Clube
Montes Claros Esporte Clube é um clube brasileiro de futebol com sede na cidade de Montes Claros, no Norte do estado de Minas Gerais, fundado em 28 de agosto de 1992. Anteriormente chamado de Montes Claros Futebol Clube.

## História
Depois de fazer parte das diretorias da Associação Desportiva Ateneu e do extinto União São Pedro entre os anos 80 e 90, o empresário do ramo de churrascarias Joevile Paulo Mocellin, o Ville, gaúcho radicado no Norte de Minas, uniu forças na cidade para a criação do Montes Claros FC. O Bicho, que ganhou o apelido em alusão à música de sucesso do cantor de axé Ricardo Chaves à época ("É o Bicho"), foi fundado em 1992 totalmente inspirado no distintivo e nos uniformes do Grêmio de Porto Alegre, time do coração do mandatário (28 de agosto é o mesmo dia do aniversário da filha mais velha de Ville, Ellen). 

### Ascensão meteórica
Depois de alguns torneios amadores na cidade, partiu para o profissionalismo e sempre mandou seus jogos no Estádio José Maria de Melo. Já em 1995, alcançou o acesso ao Módulo II com o vice-campeonato na Segunda Divisão mineira (Série C). No ano seguinte, repetiu o feito no Módulo II. Curiosamente, nessas duas competições, teve como "pedra no sapato" o Social, que lhe superou nas duas finais consecutivas e até hoje é visto como seu maior rival.
Com o acesso, o Bicho participou do Campeonato Mineiro da Primeira Divisão em 1997 e fez uma campanha de destaque. Em casa, venceu os então invictos Atlético Mineiro, Cruzeiro e Villa Nova. Chegou a figurar-se na vice-liderança durante a primeira fase e ao final de dois turnos classificou-se para as quartas-de-final como o sétimo colocado. No "mata-mata", foi buscar o reforço do "bomba" Éder Aleixo (que encerrou sua carreira no clube pouco depois) e enfrentou o Cruzeiro, que viria a ser o campeão mineiro e da Copa Libertadores daquele ano. Acabou eliminado com derrotas por 1x2 e 0x2, mas comemorou a boa campanha de outra forma, com uma das vagas do estado no Campeonato Brasileiro da Série C. Na competição nacional, chegou até as quartas-de-final, sendo eliminado pela Francana nos pênaltis e ficou na 14ª colocação geral à frente de times tradicionais como Figueirense, América/RJ, Fortaleza, Villa Nova, Inter de Limeira, Brasil de Pelotas e do próprio rival Social.

### Rebaixamento e licença
Em 1998, nem de longe repetiu a campanha do ano anterior. A goleada sofrida em Nova Lima por 4 a 1, para o Villa Nova, na última rodada da fase classificatória, culminou com o seu rebaixamento ao lado do Nacional de Uberaba. Voltaria para o Módulo II, mas alegando problemas financeiros a diretoria oficializou o pedido de licença junto à Federação Mineira de Futebol e desativou o time profissional.

### Bicho Empresa
Em 2004, foi criada a versão do Bicho de clube-empresa e o departamento de futebol profissional voltou a funcionar como Montes Claros Esporte Clube. Disputou o Campeonato Mineiro da Segunda Divisão, mas foi eliminado ainda na segunda fase, mesmo goleando o América de Teófilo Otoni, na última rodada, por cinco a zero.

### Novo retorno
Em 2012, a diretoria do Bicho anunciou a retomada das atividades profissionais para a disputa do Campeonato Mineiro de Futebol da Segunda Divisão. Esteve na Chave B da primeira fase, ao lado da Ituiutabana, do Nacional de Uberaba e do Clube Atlético Portal (atua Atlético Uberlândia). Após dois turnos, conquistou apenas a terceira colocação geral. Como apenas os dois primeiros seguiriam na competição, para chegar à segunda fase o clube dependia de uma decisão do Tribunal de Justiça Desportiva (TJD), já que o Nacional foi denunciado pelo uso de um jogador irregular na primeira rodada. Entretanto, quando a decisão favorável ao Montes Claros foi anunciada no Tribunal Pleno, a segunda fase já estava em andamento e a equipe tricolor já havia sido dispensada. Mesmo com o direito garantido pela Justiça Desportiva, o Bicho anunciou oficialmente sua desistência em retomar a vaga.

### Acesso em 2013
Totalmente reformulado, com cerca de 80% do grupo formado por atletas de Montes Claros e do Norte de Minas, o Montes Claros Futebol Clube disputou o Mineiro da Segunda Divisão. Na primeira fase, numa chave que teve o rival Funorte, Valeriodoce, Arsenal, Coimbra, Novo Esporte e Trio Clube, conquistou a primeira colocação geral com 84% de aproveitamento. Foram nove vitórias em 12 jogos e mais três empates. Teve ainda o melhor ataque e a melhor defesa.
Classificado com pompas para o Hexagonal Final, o Montes Claros viveu altos e baixos a partir daí, principalmente pela troca sucessiva de treinadores mesmo com a boa fase. Ainda sim, o time teve forças para brigar até o final e na última rodada, com a vitória sobre a Unitri, em casa, por um a zero, conquistou o vice-campeonato e uma das vagas automáticas no acesso para o Módulo II 2014. Leandro Mineiro foi o artilheiro geral da competição com 13 gols.

### A contratação do goleiro Bruno
Em fevereiro de 2014, foi anunciado que o goleiro Bruno assinou contrato com o Montes Claros, dentro da prisão. No entanto, ele não chegou a disputar nenhuma partida oficial por decisão da Justiça, sob a alegação de que o jogador teria um "privilégio" ao jogar pelo clube estando condenado pelo Caso Eliza Samudio, além de ter sido alvo de uma campanha feita por mulheres do movimento Levante Popular da Juventude, em abril do mesmo ano.

### Rebaixamento em 2015
Em 2015, o Montes Claros fez uma péssima campanha no Campeonato Mineiro de Futebol de 2015 - Módulo II, sendo rebaixado para o Campeonato Mineiro de Futebol de 2016 - Segunda Divisão, após terminar em último lugar do grupo B. No grupo B, fez apenas 6 pontos, nenhuma vitória, 6 empates e 4 derrotas, e com um saldo negativo de 5.

### Segunda Divisão 2018

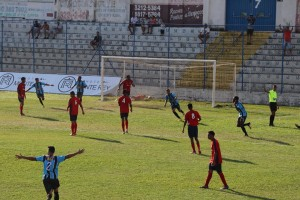
Montes Claros vence na sua estreia em casa em 2018

Após 3 anos fora dos gramados, Montes Claros e região voltou a ter um representante no futebol profissional do estado de Minas Gerais. Com nova cara e nova gestão, o Montes Claros Esporte Clube confirmou presença para disputa do Campeonato Mineiro da Segunda Divisão. De acordo com o gestor do Montes Claros, Andrey Souza, as expectativas para o retorno da equipe eram as melhores possíveis: “Estamos felizes em retomar o futebol profissional na cidade e região, são muitas expectativa envolvida. Vamos trabalhar muito para estruturarmos uma equipe competitiva e contamos  com o apoio de todos, principalmente da população, que tem que abraçar este projeto, ficando o nome de Montes Claros de vez no futebol profissional do estado”, afirmou.

### Novo afastamento do futebol profissional
Em maio de 2019, o clube anunciou que não disputaria a Segunda Divisão por falta de recursos financeiros. Desde então, permanece licenciado das competições profissionais.

## Títulos

### Estaduais
- Vice-Campeonato Mineiro da Segunda Divisão: 1996, 1995 e 2013.

## Estatísticas

### Participações
|  | Participações em 2020 |

| Competição   | Competição         | Temporadas | Melhor campanha     | Anos                             | P | R |
| Minas Gerais | Campeonato Mineiro | 2          | 6º colocado (1997)  | 1997-1998                        |   | 1 |
| Minas Gerais | Módulo II          | 3          | Vice-campeão (1996) | 1996, 2014-2015                  | 1 | 1 |
| Minas Gerais | Segunda Divisão    | 6          | Vice-campeão (1995) | 1994-1995, 2004, 2012-2013, 2018 | 2 |   |
| Brasil       | Série C            | 1          | 14º colocado (1997) | 1997                             | – | – |

### Campanhas no Campeonato Mineiro
Abaixo as classificações finais da equipe nas participações do Campeonato Mineiro a partir de 1995.
| Ano                    | Classificação |
| ---------------------- | ------------- |
| 1995 - Segunda Divisão | Vice-Campeão  |
| 1996 - Módulo II       | Vice-Campeão  |
| 1997 - Módulo I        | 6º            |
| 1998 - Módulo I        | 11º           |
| 2004 - Segunda Divisão | 4º            |
| 2012 - Segunda Divisão | 10º           |
| 2013 - Segunda Divisão | Vice-Campeão  |
| 2014 - Módulo II       | 5º            |
| 2015 - Módulo II       | 11º           |
| 2018 - Segunda Divisão | 6º            |

### Campanhas no Campeonato Brasileiro
Abaixo as classificações finais da equipe nas participações do Campeonato Brasileiro a partir de 1997.
| Ano            | Classificação |
| -------------- | ------------- |
| 1997 - Série C | 14º           |

## Símbolos

### Escudo
| Evolução do Escudo do Montes Claros | Evolução do Escudo do Montes Claros | Evolução do Escudo do Montes Claros | Evolução do Escudo do Montes Claros | Evolução do Escudo do Montes Claros | Evolução do Escudo do Montes Claros | Evolução do Escudo do Montes Claros | Evolução do Escudo do Montes Claros | Evolução do Escudo do Montes Claros |
| 1992 – 2018                         | 2018 – Atual                        |                                     |                                     |                                     |                                     |                                     |                                     |                                     |
| ----------------------------------- | ----------------------------------- | ----------------------------------- | ----------------------------------- | ----------------------------------- | ----------------------------------- | ----------------------------------- | ----------------------------------- | ----------------------------------- |

### Mascote
O mascote do Montes Claros é o Bicho-Papão, que foi inspirado em uma música de sucesso na época de sua criação do cantor Ricardo Chaves, chamda "É o Bicho", o mesmo nome da música foi o principal bordão da torcida. O Bicho-Papão já foi considerado por diversos sites na internet como um dos mais bizarros mascotes de clubes brasileiros.

## Ídolos
- Carlos Renato
- Maurício
- Dandão
- Sandrinho
- Wanderley
- Rodrigo Santos (Gauchinho)
- Paulo Luiz (Paulão)
- Éder Aleixo
- Alemãozinho
- Odair
- Paulo César
- Léo Mineiro
- Leandro Mineiro

## Principais técnicos
- Didi Ferreira
- Paulo César Alencar
- Rui Guimarães
- Wantuil Rodrigues
- Milagres